# Walter Hellmich (Fußballfunktionär)

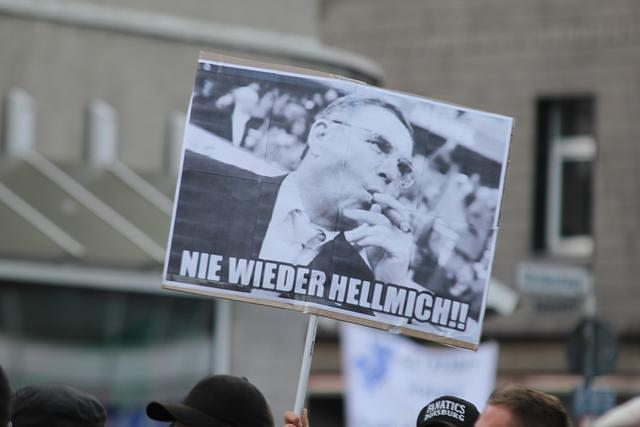
Hellmich auf einem Plakat bei einer Kundgebung von MSV-Fans (2013)

Walter Georg Hellmich (* 24. März 1944 in Duisburg-Hamborn) ist ein deutscher Fußball-Funktionär und Bauunternehmer.

## Werdegang
1968 übernahm Hellmich von seinen Eltern das Transportunternehmen Hellmich-Unternehmensgruppe. 1970 folgte die Gründung der „Baugesellschaft Hellmich“. 1973 wurde er zum Präsidenten der Dinslakener Tennis-Gemeinschaft Blau-Weiss e. V. gewählt. Vom 3. Juli 2002 bis 1. Oktober 2010 war Hellmich Vorstandsvorsitzender des MSV Duisburg. Von 2003 bis 2004 ließ er das alte Wedaustadion zur neuen MSV-Arena umbauen. Unter seiner Präsidentschaft gelang zweimal der Aufstieg in die Fußball-Bundesliga.
Im Mai 2013 geriet Hellmich in die Kritik, nachdem der MSV keinen Nachweis über die wirtschaftliche Leistungsfähigkeit für die Saison 2013/14 erbringen konnte.
Hellmich erhielt 1997 das Bundesverdienstkreuz am Bande und 2009 das Bundesverdienstkreuz 1. Klasse. Er ist verheiratet und hat zwei Kinder.